# Дупелич Клим Семенович
Дупелич Клим Семенович (псевдо: «Павленко»; 1915, с. Скварява, Золочівський район, Львівська область — 13 березня 1946, с. Боложинів, Буський район, Львівська областьЛьвівської обл.) — лицар Срібного хреста бойової заслуги УПА 2 класу.

## Життєпис
Народився у сім'ї селян. Освіта — 5 класів народної школи. Симпатик ОУН. У 1938 р. призваний до Польської армії. У вересні 1939 р., під час німецько-польської війни, потрапив у полон, звідки звільнився у 1942 р. та повернувся додому. Комендант будівельного батальйону «Бавдінсту» у м. Броди. В УПА з 1943 р. Командир 3-ї чоти сотні УПА «Дружинники І» (літо 1944 — 08.1945), командир сотні УПА «Витязі» (09.1945-03.1946). Старший вістун (?), старший булавний (1.01.1946), поручник (22.01.1946) УПА; відзначений Срібним хрестом бойової заслуги ІІ класу (15.02.1946).